# Brachymeria eublemmae
Brachymeria eublemmae är en stekelart som först beskrevs av Wallace A. Steffan 1951.  Brachymeria eublemmae ingår i släktet Brachymeria och familjen bredlårsteklar. Inga underarter finns listade.